# Moscow Interbank Currency Exchange

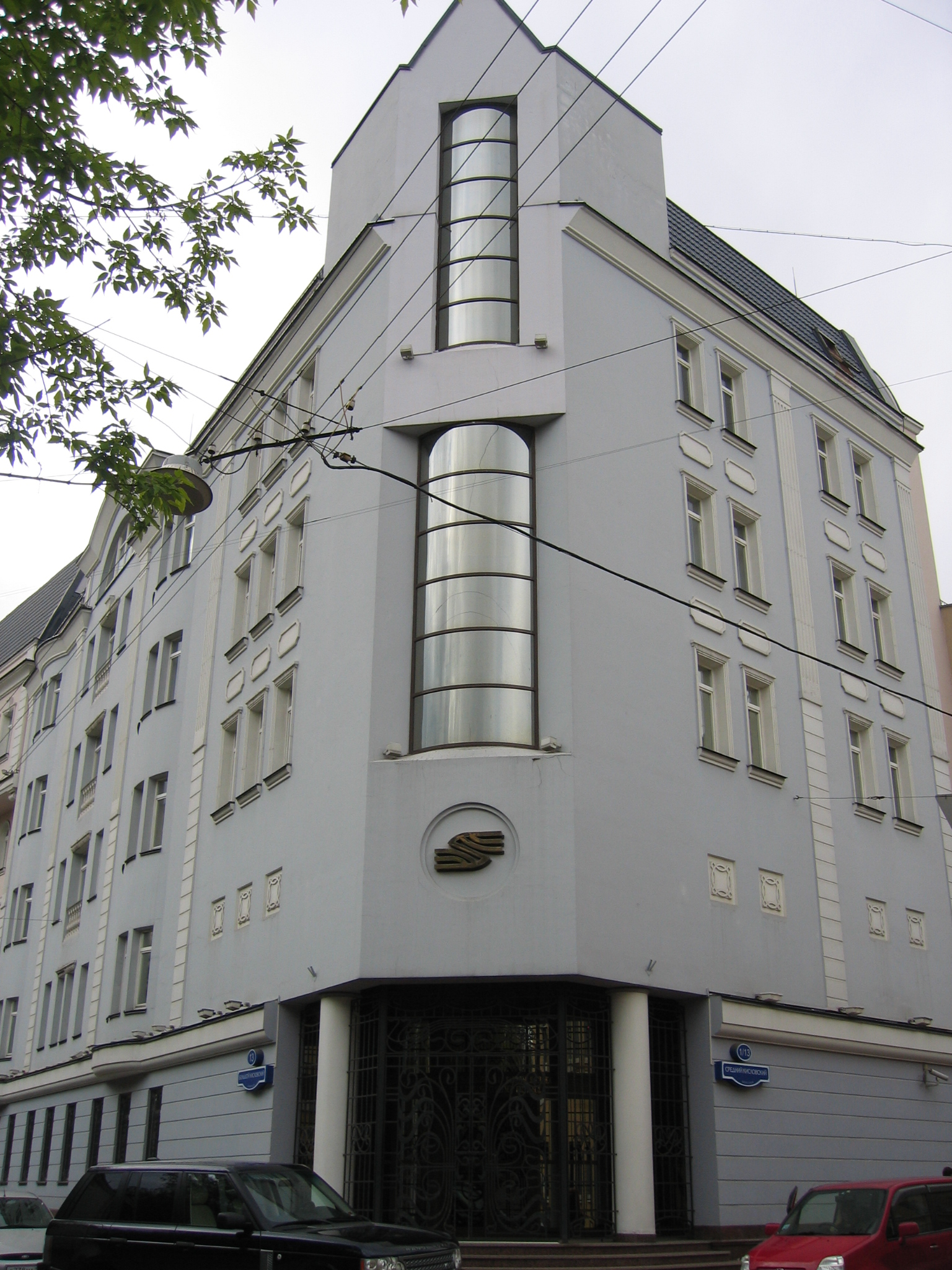
MICEX

De Moscow Interbank Currency Exchange (Russisch: Московская межбанковская валютная биржа) is een voormalige beurs, een van de grootste van Rusland en tevens een van de grootste van Oost-Europa. De beurs werd opgericht in 1992 door lokale banken en de Russische Centrale Bank. Op 19 december 2011 fuseerde de MICEX met Rossiejskaja Torgovaja Sistema (RTS) en de combinatie ging verder als OJSC Moscow Exchange MICEX-RTS.

## Naam van de beurs
De Russische naam van de beurs is Moskovskaja mezjbankovskaja valjoetnaja birzja (Московская межбанковская валютная биржа; "Moskouse interbankwisselmarkt"), respectievelijk afgekort tot MICEX en MMVB (ММВБ).

## Fusie MICEX en RTS
Op 19 december 2011 fuseerde de MICEX met RTS, de andere grote effectenbeurs van Moskou, tot MICEX-RTS. Volgens het plan zou MICEX een meerderheidsbelang in RTS nemen en de activiteiten integreren. De fusie maakte het mogelijk alle financiële transacties binnen één beurs te doen. MICEX had een sterke positie in de handel van vreemde valuta en aandelen van de grootste Russische bedrijven. Op de RTS, opgericht door lokale effectenhandelaren, werden naast aandelen ook veel financiële derivaten verhandeld.